# Christer Fuglesang
Arne Christer Fuglesang (Estocolmo, 18 de março de 1957) é o primeiro astronauta sueco e escandinavo.
Fuglesang, filho de mãe sueca e pai norueguês, graduou-se como engenheiro físico em 1981 no Real Instituto de Tecnologia (KTH) e em 1987 concluiu um doutorado em física de partículas, na Universidade de Estocolmo passando a trabalhar neste campo em órgãos europeus de experiências e desenvolvimentos  tecnológicos e como professor de matemática no Real Instituto de Tecnologia.
Em maio de 1993, ele foi selecionado para o corpo de astronautas da ESA, a agência espacial européia, baseado em Colônia, na Alemanha e passou a fazer treinamentos na Cidade das Estrelas, com vistas a uma futura colaboração entre a ESA e a Rússia na estação orbital Mir. Junto com o astronauta alemão Thomas Reiter, ele passou os próximos três anos em treinamentos preparatórios para atividades a serem realizadas por ele no espaço, como caminhadas extraveiculares, atividades de engenharia dentro na nave e operação e pilotagem da Soyuz, acoplamentos, reentrada e pouso; apesar de atuar como reserva e controlador de voo de toda a missão Euromir em 1995, Fuglesang não conseguiu ir ao espaço neste período.
Em 1996, ele passou a fazer parte da NASA, na qualidade de astronauta especialista de missão, baseado no Centro Espacial Lyndon B. Johnson, em Houston e passou os  dez anos seguintes trabalhando em experiências na área da física e como reserva de missões dos ônibus espaciais.
Finalmente, em 2006, Fuglesang tornou-se o primeiro sueco a ir ao espaço, como especialista de missão na STS-116 Discovery, lançada em 10 de dezembro de 2006 com mais seis tripulantes para a Estação Espacial Internacional. O voo é chamado pela ESA, a agência européia da qual ele faz parte como astronauta, de Missão Celsius, em homenagem ao cientista sueco do século XVIII Anders Celsius, que criou a escala de temperatura Celsius. Por ocasião desta missão, Fuglesang permaneceu em órbita por quase 13 dias, completando 203 voltas em torno da Terra. No dia 12 de dezembro ele realizou uma caminhada espacial de 6h36min, juntamente com o americano Robert Curbeam. Na ocasião Fuglesang tornou-se ainda o primeiro sueco a caminhar no espaço exterior. Em 14 de dezembro os dois astronautas voltaram a realizar uma caminhada espacial, com duração de 5h00min e em 18 de dezembro, uma terceira caminhada espacial com 6h38min.
Em 29 de agosto de 2009, ele foi pela segunda vez ao espaço, integrando a tripulação da missão STS-128, realizada pelo ônibus espacial Discovery. Nesta missão Fuglesang permaneceu no espaço por quase 14 dias, completando 219 voltas em torno da Terra. No dia 3 de setembro ele e seu colega John Olivas realizaram uma caminhada espacial com duração de 6h39min para realizar a troca de um tanque de amônia na parte externa da Estação Espacial Internacional. Em 5 de setembro os dois astronautas realizaram nova caminhada espacial, desta vez com 7h01min de duração para a instalação de diferentes cabos entre alguns módulos na parte externa da estação espacial.